# Lanarce
Lanarce est une commune française, située dans le département de l'Ardèche en région Auvergne-Rhône-Alpes.

## Géographie

### Situation et description
Lanarce est traversée par la très fréquentée route nationale 102 qui relie Montélimar au Puy-en-Velay. Bâti à plus de mille mètres d'altitude, le village est le pays des congères et des marécages (voir Toponymie). Du point de vue du volcanisme, Lanarce est un site intéressant pour ses tourbières implantées à la verticale d’anciens cratères de maar.
L'Espezonette, affluent de l'Allier, est le principal cours d'eau qui arrose la commune.

### Communes limitrophes
Lanarce est limitrophe de quatre communes, toutes situées dans le département de l'Ardèche et réparties géographiquement de la manière suivante :

### Climat
Pour des articles plus généraux, voir Climat d'Auvergne-Rhône-Alpes et Climat de l'Ardèche.
En 2010, le climat de la commune est de type climat de montagne, selon une étude du CNRS s'appuyant sur une série de données couvrant la période 1971-2000. En 2020, Météo-France publie une typologie des climats de la France métropolitaine dans laquelle la commune est exposée à un climat de montagne ou de marges de montagne et est dans la région climatique Sud-est du Massif Central, caractérisée par une pluviométrie annuelle de 1 000 à 1 500 mm, minimale en été, maximale en automne.
Pour la période 1971-2000, la température annuelle moyenne est de 6,8 °C, avec une amplitude thermique annuelle de 15,4 °C. Le cumul annuel moyen de précipitations est de 1 177 mm, avec 9,9 jours de précipitations en janvier et 6,2 jours en juillet. Pour la période 1991-2020, la température moyenne annuelle observée sur la station météorologique de Météo-France la plus proche, « Issanlas_sapc », sur la commune d'Issanlas à 4 km à vol d'oiseau, est de 7,3 °C et le cumul annuel moyen de précipitations est de 1 017,1 mm,. Pour l'avenir, les paramètres climatiques de la commune estimés pour 2050 selon différents scénarios d'émission de gaz à effet de serre sont consultables sur un site dédié publié par Météo-France en novembre 2022.

### Hydrographie
Une grande partie du territoire communal est traversé par l'Espézonnette, un affluent droit de l'Allier, c'est-à-dire un sous-affluent de la Loire, positionnant la commune dans le bassin de la Loire.

### Voies de communication
Le territoire communal est traversé par la RN 102 qui relie Lempdes-sur-Allagnon par Le Puy-en-Velay à Montélimar.

## Urbanisme

### Typologie
Au 1er janvier 2024, Lanarce est catégorisée commune rurale à habitat très dispersé, selon la nouvelle grille communale de densité à 7 niveaux définie par l'Insee en 2022.
Elle est située hors unité urbaine et hors attraction des villes,.

### Occupation des sols
L'occupation des sols de la commune, telle qu'elle ressort de la base de données européenne d’occupation biophysique des sols Corine Land Cover (CLC), est marquée par l'importance des forêts et milieux semi-naturels (96,1 % en 2018), en augmentation par rapport à 1990 (95 %). La répartition détaillée en 2018 est la suivante : milieux à végétation arbustive et/ou herbacée (50,7 %), forêts (45,5 %), prairies (2,7 %), zones urbanisées (1,2 %).
L'évolution de l’occupation des sols de la commune et de ses infrastructures peut être observée sur les différentes représentations cartographiques du territoire : la carte de Cassini (XVIIIe siècle), la carte d'état-major (1820-1866) et les cartes ou photos aériennes de l'IGN pour la période actuelle (1950 à aujourd'hui).

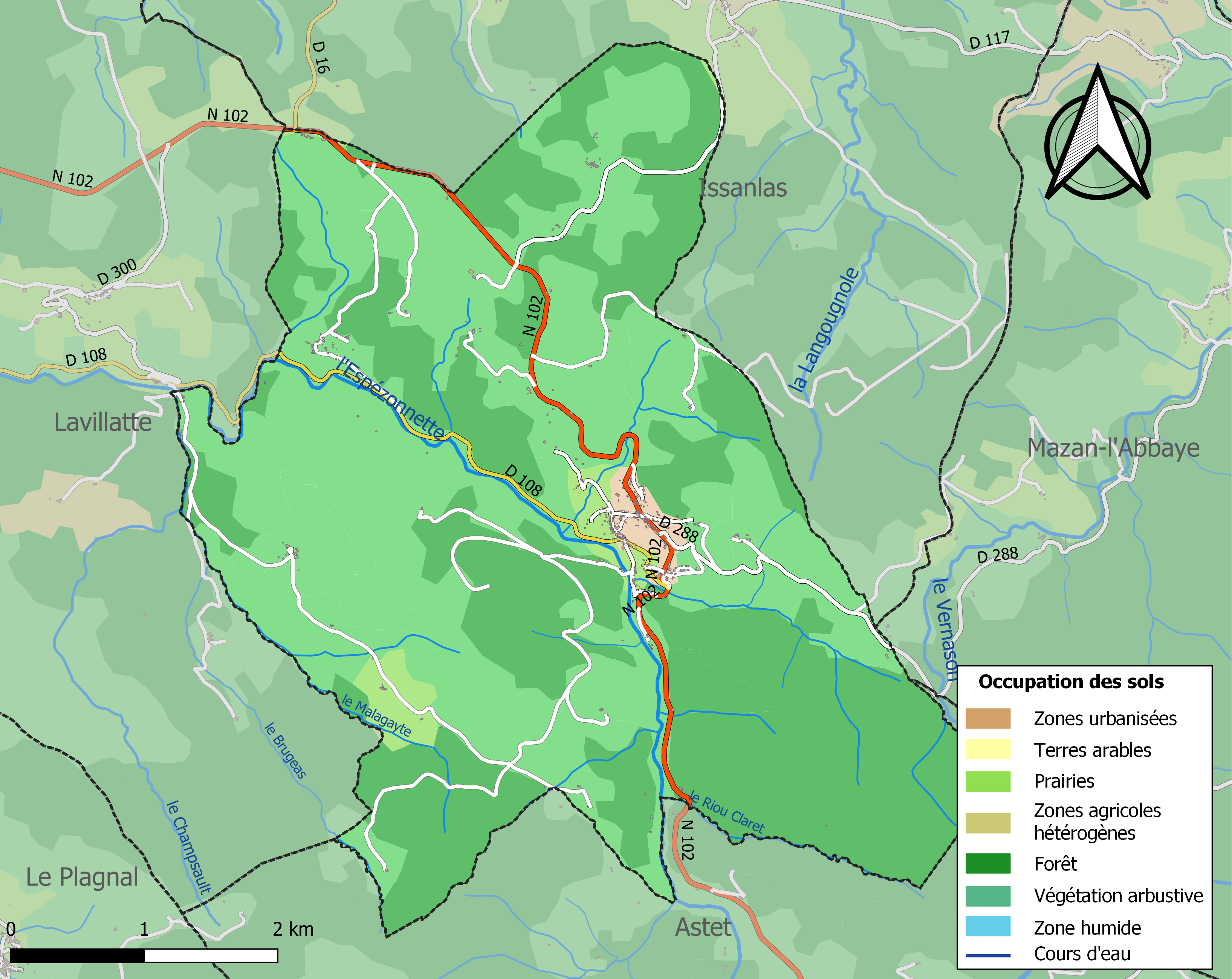
Carte des infrastructures et de l'occupation des sols de la commune en 2018 (CLC).

### Risques naturels

#### Risques sismiques
L'ensemble du territoire de la commune Lanarce est situé en zone de sismicité no 2 (sur une échelle de 5), comme la plupart des communes situées sur le plateau et la montagne ardéchoise et du massif cévenol.
| Type de zone | Niveau           | Définitions (bâtiment à risque normal) |
| ------------ | ---------------- | -------------------------------------- |
| Zone 2       | Sismicité faible | accélération = 1,1 m/s2                |

## Toponymie
Il y a agglutination de l'article défini : La Narce. En occitan, narsa désigne un terrain boueux, une fondrière, un pré marécageux. C'est un nom de lieu fréquent dans le Massif central et particulièrement dans le département voisin de la Haute-Loire. Pour Jacques Astor, c'est un mot « prégaulois ».

## Histoire
Lanarce est née de la création d'auberges et de relais de chevaux lors de la construction de la route entre Velay et Vivarais au XIXe siècle.
C'est aussi le village d'une légendaire curiosité, l'Auberge de Peyrebeille, plus connue sous le nom de l'Auberge rouge, qui aurait été le théâtre d'une cinquantaine de meurtres de voyageurs et qui défraya la chronique judiciaire dans la première moitié du XIXe siècle. L'histoire macabre de cette auberge maudite est illustrée dans le film de Claude Autant-Lara, L'Auberge rouge avec Fernandel.
Si l'on veut essayer d'être objectif en faisant par hypothèse abstraction d'une quelconque mise en doute de la justice, les seuls éléments que l'on peut qualifier de concret sont ceux émanant des autorités judiciaires qui ont entraîné les assises, la condamnation et l'exécution.
L'Auberge de Peyrebeille restera une légende avec ses contradicteurs dans un sens ou dans l'autre, comme celle existant dans la contrée voisine et relative à La Bête du Gévaudan.
La situation géographique de la « vraie » auberge a durant de nombreuses années animé le plateau ardéchois, deux propriétaires revendiquant celle-ci à quelques mètres l'une de l'autre, situation à présent tranchée dans le sens actuel.

## Politique et administration

### Liste des maires
| Période                                  | Période                   | Identité          | Étiquette | Qualité                          |
| ---------------------------------------- | ------------------------- | ----------------- | --------- | -------------------------------- |
| Les données manquantes sont à compléter. |                           |                   |           |                                  |
| mars 2014                                | En cours (au 6 août 2020) | Bernard Jacquemin | DVD       | Retraité de la fonction publique |

## Population et société

### Démographie
L'évolution du nombre d'habitants est connue à travers les recensements de la population effectués dans la commune depuis 1793. Pour les communes de moins de 10 000 habitants, une enquête de recensement portant sur toute la population est réalisée tous les cinq ans, les populations de référence des années intermédiaires étant quant à elles estimées par interpolation ou extrapolation. Pour la commune, le premier recensement exhaustif entrant dans le cadre du nouveau dispositif a été réalisé en 2005.

En 2022, la commune comptait 209 habitants, en évolution de +5,56 % par rapport à 2016 (Ardèche : +2,48 %, France hors Mayotte : +2,11 %).
| 1793 | 1800 | 1806 | 1821 | 1831 | 1836 | 1841 | 1846 | 1851 |
| ---- | ---- | ---- | ---- | ---- | ---- | ---- | ---- | ---- |
| 400  | 504  | 613  | 678  | 791  | 750  | 773  | 800  | 788  |

| 1856 | 1861 | 1866 | 1872 | 1876 | 1881 | 1886 | 1891 | 1896 |
| ---- | ---- | ---- | ---- | ---- | ---- | ---- | ---- | ---- |
| 778  | 891  | 877  | 840  | 880  | 964  | 977  | 884  | 826  |

| 1901 | 1906 | 1911 | 1921 | 1926 | 1931 | 1936 | 1946 | 1954 |
| ---- | ---- | ---- | ---- | ---- | ---- | ---- | ---- | ---- |
| 817  | 783  | 756  | 639  | 614  | 534  | 524  | 446  | 382  |

| 1962 | 1968 | 1975 | 1982 | 1990 | 1999 | 2005 | 2006 | 2010 |
| ---- | ---- | ---- | ---- | ---- | ---- | ---- | ---- | ---- |
| 376  | 377  | 310  | 280  | 248  | 199  | 172  | 173  | 164  |

| 2015 | 2020 | 2022 | - | - | - | - | - | - |
| ---- | ---- | ---- | - | - | - | - | - | - |
| 196  | 207  | 209  | - | - | - | - | - | - |

Lanarce connait une baisse continuelle de sa population depuis la fin du XIXe siècle, le maximum démographique ayant été atteint en 1886 avec 977 habitants.

### Enseignement
La commune est rattachée à l'académie de Grenoble.

### Manifestations culturelles et festivités
La journée de la saucisse organisée chaque dimanche impair du mois de décembre lors d'année bissextile. Cette journée regroupe des concours de mangeurs de saucisses.[réf. nécessaire]

### Médias
Deux organes de presse écrite sont distribués dans la commune :
- L'Hebdo de l'Ardèche

Il s'agit d'un journal hebdomadaire français basé à Valence et diffusé à Privas depuis 1999. Il couvre l'actualité pour tout le département de l'Ardèche.
- Le Dauphiné libéré

Il s'agit d'un journal quotidien de la presse écrite française régionale distribué dans la plupart des départements de l'ancienne région Rhône-Alpes, notamment l'Ardèche. La commune est située dans la zone d'édition du centre-Ardèche (Privas).

### Cultes
La communauté catholique et l'église de Lanarce (propriété de la commune) sont rattachées à la paroisse Notre-Dame de la Montagne, elle-même rattachée au diocèse de Viviers.

## Économie
Le village de Lanarce est réputé pour sa charcuterie de montagne. Les charcuteries représentant d'ailleurs la quasi-totalité des commerçants du village. Les productions des artisans locaux sont régulièrement primées lors de concours agricoles nationaux.
Lanarce est prisée d'une part en raison de la rivière L'Espezonette connue des pêcheurs pour être l'une des plus riches en truite sur le plan national et, d'autre part pour les nombreuses randonnées qui partent du village et qui se faufilent au milieu des bois et des champs sur les crêtes environnantes. Celles-ci tangentent les 1 400 mètres d'altitude.
Des établissements réputés tant pour la restauration que pour l'hôtellerie (deux hôtels trois étoiles) sont là pour satisfaire les nombreux visiteurs qui généralement sont charmés par cet environnement. Ces établissements sont cantonnés à présent le long de la RN 102, c'est-à-dire sur la partie haute du village ; la partie basse ayant vu disparaître beaucoup de petits commerces qui, il y a quelques années encore, apportaient une note plus gaie à l'entrée du village.
Le camping municipal près de la rivière et de la salle polyvalente ainsi qu'un court de tennis génèrent une certaine activité durant la saison d'été.
En décembre 2017, la commune s'est dotée d'une borne de recharge des véhicules électriques, à l'intérieur même du village, le long de la RN 102.

## Culture locale et patrimoine

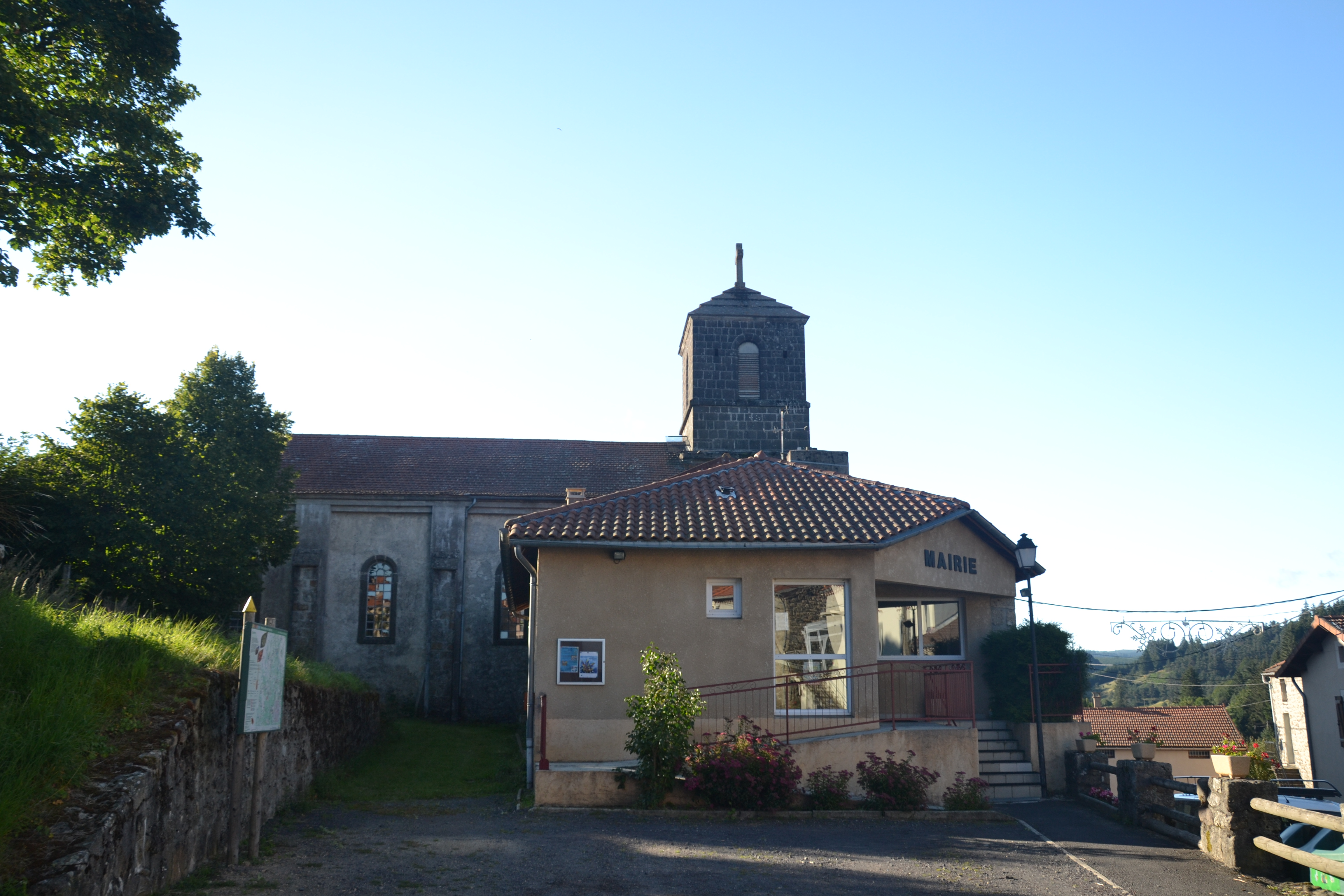
Église Saint-Louis.

### Lieux et monuments
- L'Espezonette rivière aux crues parfois dévastatrices.
- L'auberge de Peyrebeille, aussi appelée l'Auberge rouge, est toujours visible et sert de musée retraçant l'histoire effroyable des meurtres qui y eurent lieu dans la première moitié du XIXe siècle. À peu de chose près, elle est demeurée en l'état où elle se trouvait ce 2 octobre 1833, lors de l'exécution des époux Martin et de Jean Rochette. Désormais, des constructions neuves (un motel, un restaurant et une station-service) jouxtent ces bâtiments plus que centenaire.
- L'église Saint-Louis de Lanarce, de style néo-roman sa construction date de 1875 à partir d'une construction légère édifiée en 1774 elle comporte des éléments religieux classés.

### Héraldique
|  | Lanarce possède des armoiries dont l'origine et le blasonnement exact ne sont pas disponibles. |